# 向格
向格（英語：Allative case，缩写：ALL；来自拉丁语词根 allāt-, afferre“带到”）是方位格的一种。如果没有细分，那么向格一般等同于方向格，都表示移动的方向或终点。

## 使用

### 乌拉尔语系
在芬兰语里，向格是其六种方位格之一，表示外部终点，其后缀为 -lle，如 pöytä（桌子）→ pöydälle（(放)到桌子上）。向格也可以用于人和时间，如 mies（男人）→ miehelle（向男人）、ruokatunti（午休）→ lähti ruokatunnille （去午休）。有时动词也可以拥有向格，如 kävely（走路）→mennä kävelylle（去走一走）。
相对地，入格与向格有微妙差异，表示“向……里面”；接格则表示“向……周围”。

## 各個格的相對關係
芬兰语、爱沙尼亚语，和匈牙利语等乌拉尔语系常见的方位格如下：
|      | 静止 | 起点 | 终点 | 使役(成份) |
| ---- | ---- | ---- | ---- | ---------- |
| 内部 | 内格 | 出格 | 入格 | 上格       |
| 外部 | 接格 | 离格 | 向格 | 頂格       |

### 印欧语系
印欧语系的语言常常没有独立的向格，移动的方向和终点用宾格表示。如拉丁语词缀*-m：in oppido（夺格，从城中）↔ in oppidum（宾格，向城中），Romam（向罗马），domum（向家、向家乡）等，现代英语的 home 也有这一宾格后缀的残留。这一现象也常见于德语、俄语、现代希腊语等。
不过也有反例，如迈锡尼希腊语向格后缀 -de ，如 te-qa-de、*Tʰēgʷasde“到底比斯”；这种词尾也可以见于古希腊语，如 Athḗnaze（宾格，Athḗnās + -de）。古代赫梯语也有宾格 -an 和向格 -a 的区别。
波罗的语族的立陶宛语和拉脱维亚语里曾小规模出现向格，立陶宛语后缀是 -opi、-op，拉脱维亚语的是 -up；虽然现在都已消失殆尽，但仍然可以在一些副词中找到痕迹，如立陶宛语 šėjo Dievop“去见上帝”、velniop“下地狱”、nuteisti myriop“判处死刑”、rudeniop“入秋”、vakarop“入夜”，拉脱维亚语的 mājup“向家里”、kalnup“上坡”、lejup“下坡”等。

### 其他
日语常用等格助词表示向格。